# Hannelore Birkholz
Hannelore Birkholz (* 17. September 1940 in Finsterwalde (Nd. Laus.), Landkreis Luckau (Nd. Laus.)) ist eine deutsche Politikerin (Die Linke). Von 1990 bis 2003 war sie für die PDS Mitglied im Brandenburgischen Landtag.

## Leben
Nach dem Abitur machte Birkholz eine Ausbildung zur Säuglings- und Kinderkrankenschwester an der Medizinischen Fachschule und war anschließend bis 1962 in diesem Beruf tätig. Danach studierte sie Humanmedizin an der Medizinischen Akademie Bukarest, der Ernst-Moritz-Arndt-Universität Greifswald und der Humboldt-Universität zu Berlin. Von 1968 bis zu ihrer Wahl in den Landtag war sie als Kinderärztin tätig. Birkholz hat zwei Kinder.

## Politik
Birkholz wurde 1975 Mitglied der DDR-Staatspartei SED, die sich während der Wende in PDS umbenannte. Seit 1993 ist Birkholz Mitglied des Kreistages Elbe-Elster. Zudem war sie von 1990 bis 2003 Mitglied des Brandenburgischen Landtags, wobei sie stets über die Landesliste einzog. Dort war sie Mitglied des Ausschusses für Arbeit, Gesundheit, Soziales und Frauen, seit 1994 als dessen Vorsitzende. 2004 war sie Ersatzmitglied für die 12. Bundesversammlung.